# Glen Campbell
Glen Campbell, född 22 april 1936 i Billstown, Pike County, Arkansas, död 8 augusti 2017 i Nashville, Tennessee, var en amerikansk countrysångare, gitarrist och skådespelare. Bland hans största framgångar märks låtar som "Rhinestone Cowboy", "Gentle on My Mind", "Galveston", "Everyday Housewife", "Southern Nights", "By the Time I Get to Phoenix" och "Wichita Lineman". Glen Campbell skrev sällan sitt material själv, med undantag för ett fåtal låtar såsom "Turn around, look at me" och "Less of me" men samarbetade tätt med bland andra Jimmy Webb.

## Biografi
Campbell började sin karriär som studiomusiker åt artister som The Monkees, Elvis Presley, Frank Sinatra och Merle Haggard och medverkade under 1960-talet på inspelningar av ett flertal kända hitlåtar såsom "Viva Las Vegas", "California Dreamin'" och "You've Lost That Lovin' Feelin' ". Han ersatte i mitten av decenniet tillfälligt Brian Wilson i The Beach Boys som turnerande medlem. Han medverkade på bandets album Pet Sounds (1966), men tackade nej till att bli permanent medlem. Genombrottet som soloartist kom 1967 med "Gentle on My Mind", skriven av John Hartford, som även kom att ge Campbell två Grammy Awards. 1969 sålde Glen Campbell fler album i USA än Beatles, vilket gjorde honom till en av de bäst säljande artisterna i USA detta år. Störst framgång i Sverige hade dock Campbell med "Universal Soldier", som placerade sig som bäst på en fjärdeplats på hitlistan 1965. 
Under åren 1969 till 1972 ledde Glen Campbell det populära TV-programmet The Glen Campbell Goodtime Hour. TV-programmet sändes på CBS, och innehöll främst musikaliska inslag med gäster såsom Cher, Johnny Cash, Willie Nelson, Neil Diamond och John Wayne.
Campbell gjorde under 1970-talet en rad tv-shower för bland annat BBC. Exempel är "An Evening with Glen Campbell" från 1977 som visades i Sverige på TV1, nuvarande SVT1, under namnet "På estraden i kväll: Glen Campbell". En annan som sändes i Sverige var "Glen Campbell From The Talk of the Town"  som även den sändes på TV1 under namnet "Glen Campbell Show". En helt annan show från BBC med Campbell sändes med samma svenska titel under 1976, men heter ursprungligen "The Glen Campbell Music Show". 
Från att ha levt ett hårt liv med narkotika och alkohol blev han i mitten av 1980-talet frälst, och en hel del av hans musik har kristet budskap. I november 2003 blev dock Campbell arresterad för rattfylla och smitning.
År 2008 släppte Campbell en singel, den första på 15 år. Singeln heter "Good Riddance (Time of Your Life)" och är en cover på Green Days låt med samma namn. Den 19 augusti samma år släpptes fullängdsskivan Meet Glen Campbell på Capitol.
Glen Campbell har medverkat i enstaka långfilmer, varav den mer kända torde vara De sammanbitna från 1969, med bl.a. John Wayne. I övrigt har hans skådespelarprestationer mest synts i olika TV-serier.
I juni 2011 sade Campbell att han hade fått Alzheimers sjukdom. Han sade också att han avsåg att göra en avskedsturné och släppa sin sista skiva före pensioneringen från musikindustrin. Glen Campbell höll sin avskedskonsert i Napa i Kalifornien 30 november 2012 med tre av sina barn i kompbandet. År 2017 avled Campbell till följd av sjukdomen.

## Diskografi
Album
- Big Bluegrass Special (1962)

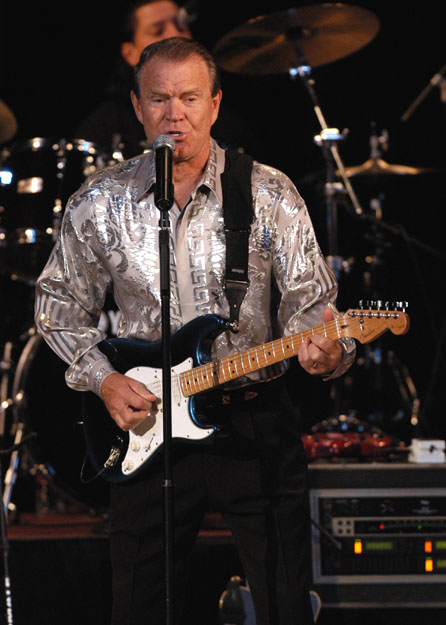
Glen Campbell på scen 2004.

- Too Late To Worry Too Blue To Cry (1963)
- Burning Bridges (1967)
- Gentle On My Mind (1967)
- By The Time I Get To Phoenix (1968)
- Hey Little One (1978)
- New Place In The Sun (1968)
- Wichita Lineman (1968)
- New Place In The Sun (1969)
- Galveston (1969)
- Goodtime Album (1970)
- Oh Happy Day (1970)
- Try A Little Kindness Date (1970)
- Greatest Hits (1971)
- Glen Travis Campbell (1972)
- I Knew Jesus (1973)
- I Remember Hank Williams (1973)
- Rhinestone Cowboy (1975)
- Southern Nights (1977)
- Old Home Town (1983)
- Letter To Home (1984)
- Light Years (1988)
- Unconditional Love (1988)
- Still Within The Sound Of My Voice (1988)
- Walkin' In The Sun (1990)
- Country Gold (1991)
- All-Time Favorites (1991)
- Favorite Hymns (1991)
- Wings Of Victory (1992)
- Christmas With Glen Campbell (1992)
- Somebody Like That (1993)
- Phoenix (1994)
- Home For The Holidays (1998)
- A Glen Campbell Christmas (1999)
- Rhinestone Cowboy (1999)
- Merry Christmas (2000)
- Love Songs (2000)
- Wichita Lineman (2001)
- The Legacy (1961–2002) (2003)
- Ghost On The Canvas (2011)
- Adios (2017)
- Sings For The King (2018)

## Filmografi
| År   | Titel                   | Roll                             |
| ---- | ----------------------- | -------------------------------- |
| 1965 | Baby the Rain Must Fall | Band Member                      |
| 1967 | The Cool Ones           | Patrick                          |
| 1969 | De sammanbitna          | La Boeuf                         |
| 1970 | Norwood                 | Norwood Pratt                    |
| 1980 | Nu fightas vi igen      | Sångare i Lion Dollar Cowboy Bar |
| 1986 | Uphill All the Way      | Capt. Hazeltine                  |
| 1991 | Rock-A-Doodle           | Chanticleer (röst)               |